# David Jay
David Jay (ur. 24 kwietnia 1982 w Saint Louis) – amerykański działacz społeczny działający na rzecz osób aseksualnych. Założył organizację Asexual Visibility and Education Network (AVEN) oraz stronę internetową asexuality.org, która popularyzuje świadomość społeczną na temat aseksualizmu.
Jay kształcił się na uczelni Wesleyan University w Middletown (stan Connecticut).
Redakcja amerykańskiej strony informacyjno-opiniotwórczej salon.com określiła AVEN mianem „nieoficjalnej siedziby internetowej” ruchu aseksualnego. Projekt jest uznawany za największą w sieci witrynę skupiającą społeczność osób aseksualnych.
Dwa nadrzędne cele redakcji tej strony to zwiększenie publicznej akceptacji aseksualizmu i popularyzacja dyskusji na jego temat oraz działanie na rzecz rozwoju społeczności osób aseksualnych. W 2013 roku AVEN miało 70 tys. zarejestrowanych użytkowników.